# Stelis bicornis
Stelis bicornis är en orkidéart som beskrevs av John Lindley. Stelis bicornis ingår i släktet Stelis och familjen orkidéer. Inga underarter finns listade i Catalogue of Life.